# Józef Tropaczyński
Józef Marian Tropaczyński (ur. 13 marca 1912 we Lwowie, zm. 10 lutego 1997) – polski działacz sportowy, trener kolarski, twórca sukcesów Ludowych Zespołów Sportowych w tej dyscyplinie sportu, oficer Wojska Polskiego i Straży Granicznej.

## Życiorys
Był studentem Wydziału Humanistycznego Uniwersytetu Jana Kazimierza. W latach 1933–1934 odbył służbę wojskową na Dywizyjnym Kursie Podchorążych Rezerwy, następnie wstąpił do Straży Granicznej jako starszy strażnik. Na stopień podporucznika został mianowany ze starszeństwem z 1 stycznia 1937 i 2197. lokatą w korpusie oficerów rezerwy piechoty. Przed II wojną światową uprawiał kolarstwo we Lwowie, w barwach Lwowskiego Towarzystwa Kolarzy i Motorowców, którego zawodnikiem był też jego brat, Kazimierz Tropaczyński. Od 28 września 1938, w stopniu aspiranta, pełnił obowiązki komendanta Komisariatu SG „Uście Ruskie”.
Walczył w wojnie obronnej 1939 w szeregach Batalionu Obrony Narodowej. W maju 1940 został we Lwowie aresztowany przez władze sowieckie za działalność konspiracyjną w Związku Walki Zbrojnej, był początkowo przetrzymywany w więzieniu na Zamarstynowie. Został skazany na karę ośmiu lat obozu pracy. W czerwcu 1941 został wywieziony na Syberię, w sierpniu tego roku znalazł się w obozie w Nachodce. Został zwolniony w listopadzie 1941 i w lutym 1942 wstąpił do Armii Andersa. Ewakuował się ze swoimi oddziałami przez Iran i Irak do Palestyny. W szeregach 3 Karpackiego Batalionu Ciężkich Karabinów Maszynowych uczestniczył w kampanii włoskiej jako zastępca dowódcy kompanii. Następnie został awansowany do stopnia porucznika, był dowódcą kompanii. Do Polski powrócił w 1948.
Początkowo pracował na Pomorzu Zachodnim jako instruktor w Powiatowym Związku Gminnych Spółdzielni „Samopomoc Chłopska”. Zaangażował się w działalność sportową, w klubie Spójnia Stargard. W 1951 został członkiem Plenum Sekcji Kolarstwa Wojewódzkiego Komitetu Kultury Fizycznej w Szczecinie, od lutego 1952 był jej II wiceprzewodniczącym, pod koniec tego roku został członkiem prezydium sekcji. Był zatrudniony w szczecińskim LZS jako trener na pełnym etacie, uczestniczył także w wyścigach jako sędzia.
Od 1955 pracował w Radzie Głównej Ludowych Zespołów Sportowych, gdzie koordynował pracę pionu kolarskiego jako kierownik wyszkolenia. Był współtwórcą sukcesów kolarzy pionu LZS, m.in. Edwarda Barcika, Andrzeje Bławdzina, Bogusława Fornalczyka, Benedykta Kocota, Czesława Langa, Wojciecha Matusiaka, Stanisława Szozdy, Bernarda Pruskiego. Przeszedł na emeryturę w 1992.
W 1959 został kapitanem sportowym (szosowym) Polskiego Związku Kolarskiego, od listopada 1959 do marca 1969 był wiceprezesem ds. sportowych PZKol. W marcu 1981 ponownie został członkiem Prezydium związku, od lutego 1985 do grudnia 1988 był wiceprezesem ds. sportowych PZKol, odpowiedzialnym za kolarstwo szosowe i przełajowe, od 1988 do 1991 członkiem zarządu związku. W 1991 został honorowym prezesem Polskiego Związku Kolarskiego. Uczestniczył w mistrzostwach świata w kolarstwie jako sędzia
W środowisku kolarskim był nazywany „marszałkiem”.
Pochowany na cmentarzu Powązki Wojskowe w Warszawie (kwatera C30-K1-II-5).

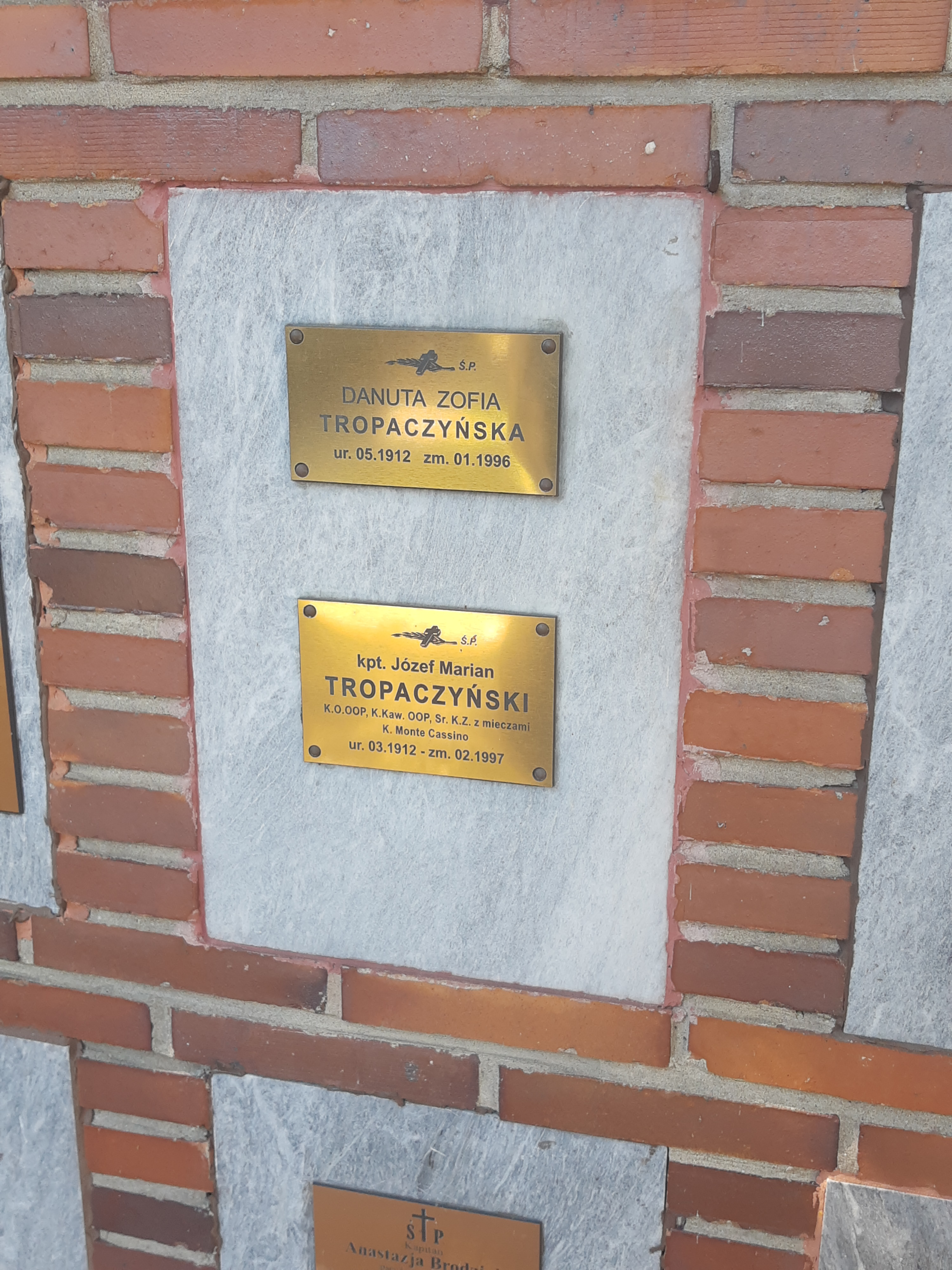
Grób Józefa Tropaczyńskiego na Powązkach Wojskowych

Medalistą mistrzostw Polski w kolarstwie był jego bratanek, Janusz Tropaczyński.